# Самуель Шейманн
Самуель Шейманн (івр. שמואל שיימן, нар. 3 листопада 1987, Афула) — ізраїльський футболіст, захисник клубу «Хапоель» (Хайфа).
Виступав, зокрема, за клуби «Маккабі» (Хайфа) та «Хапоель» (Тель-Авів), а також національну збірну Ізраїлю.

## Клубна кар'єра
У дорослому футболі дебютував 2008 року виступами за команду клубу «Ден Босх», в якій провів три сезони, взявши участь у 100 матчах чемпіонату. 
Протягом 2011—2012 років захищав кольори команди клубу «Ексельсіор» (Роттердам).
Своєю грою за останню команду привернув увагу представників тренерського штабу клубу «Маккабі» (Хайфа), до складу якого приєднався 2012 року. Відіграв за хайфську команду наступні три сезони своєї ігрової кар'єри.
У 2015 році уклав контракт з клубом «Хапоель» (Тель-Авів), у складі якого провів наступні два роки своєї кар'єри гравця. 
До складу клубу «Хапоель» (Хайфа) приєднався 2017 року. Станом на 13 травня 2018 року відіграв за хайфську команду 47 матчів в національному чемпіонаті.

## Виступи за збірну
У 2012 році дебютував в офіційних матчах у складі національної збірної Ізраїлю.

## Титули і досягнення
- Володар Кубка Ізраїлю (1):

«Хапоель» (Хайфа): 2017-18